# Châtelus-Malvaleix
Châtelus-Malvaleix is een gemeente in het Franse departement Creuse (regio Nouvelle-Aquitaine) en telt 569 inwoners (1999). De plaats maakt deel uit van het arrondissement Guéret.

## Geografie
De oppervlakte van Châtelus-Malvaleix bedraagt 15,1 km², de bevolkingsdichtheid is 37,7 inwoners per km².

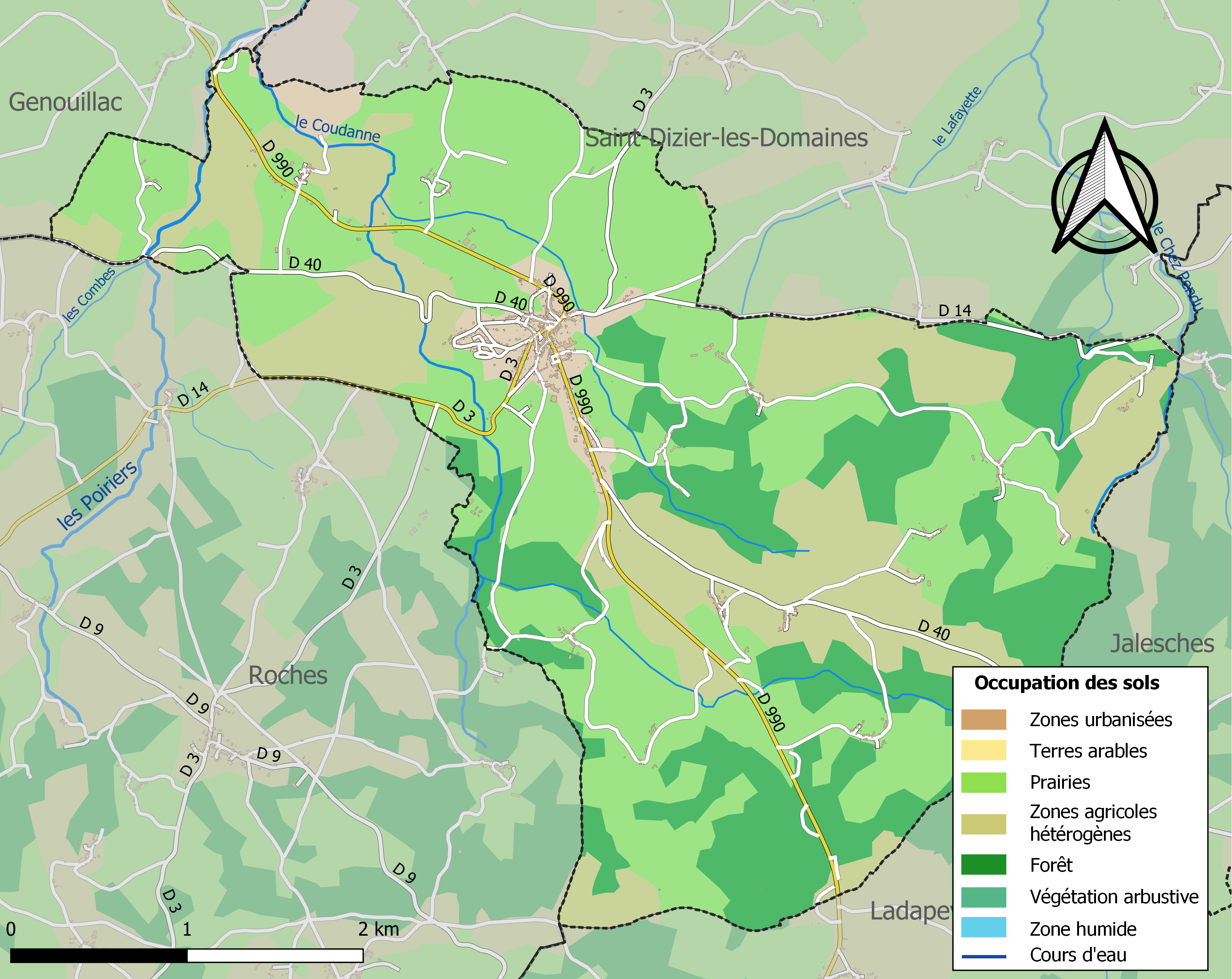
Kaart van de gemeente met de belangrijkste infrastructuur, bodemgebruik en omliggende gemeenten

## Demografie
Onderstaande figuur toont het verloop van het inwonertal (bron: INSEE-tellingen).